# Tree view

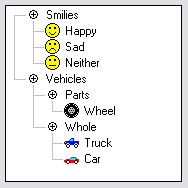
Внешний вид tree view

Tree view (Outline view, иерархический список, древовидный список) — элемент графического интерфейса (виджет) для иерархического отображения информации. Представляет собой совокупность связанных отношениями структуры пиктограмм в иерархическом древе. Каждый элемент может иметь несколько подразделов и чаще всего называется узлом или ветвью.
Обычно используется для просмотра структуры каталогов (папок) и других подобных элементов, связанных иерархическими отношениями. Ярким примером подобного компонента является системная утилита Microsoft Windows — RegEdit.
Каждый пункт (узел, ветвь) можно развернуть для просмотра подпунктов (если такие существуют), а также свернуть, чтобы их скрыть.
Tree view часто встречаются в таких приложениях, как файловый менеджер, который в свою очередь позволяет перемещаться по каталогам файловой системы. Также подобные компоненты используются в предоставлении иерархических данных, пример, документ XML. Расширенным компонентом Tree view является Outliner.